# Ummídia Quadratil·la
Ummídia Quadratil·la (en llatí Ummidia Quadratilla) era una rica dama romana que vivia en temps de Trajà, i va morir en el seu regnat amb poc més de vuitanta anys, deixant dos terços de la seva fortuna al seu net (amic de Plini el Jove) i l'altre terç a la seva neta.
Probablement era filla (o germana) de Gai Ummidi Quadrat governador de Síria, mort l'any 60. Sembla ser la mateixa Quadratil·la que es menciona en una inscripció, descoberta a Casinum al Laci: Ummidis CF, Quadratilla amphitheatrum et templun Casinatibus sua pecunia fecit. La família Ummídia era originària de Casinum i va emparentar amb els Antonins.